# La biblioteca della piscina
La biblioteca della piscina è un romanzo dello scrittore Alan Hollinghurst pubblicato per la prima volta nel 1988.
Il romanzo ha vinto il Lambda Literary Award, prima edizione 1988, nella categoria romanzo d'esordio, il Somerset Maugham Award 1988 (ex aequo con Rupert Christiansen e Deirdre Madden) e nel 1991  l'E.M. Forster Award, conferito dall'American Academy of Arts and Letters. 

## Trama
William è un giovane omosessuale colto e promiscuo appartenente alla classe sociale benestante; è difatti unico nipote ed erede del visconte Beckwith, un anziano statista entrato da poco alla camera dei pari: al fine d'evitar le tasse di successione egli ha già donato la maggior parte del proprio patrimonio al ragazzo, che ha quindi sostanzialmente già i mezzi pratici per poter vivere felicemente senza dover esser costretto a lavorare.
Il libro si apre con William che sta ad osservar con insistenza un giovane operaio di colore al lavoro, Arthur, da cui si trova ad esser molto attratto sessualmente; l'unica preoccupazione del ragazzo è quasi interamente volta alla fisicità e quasi per nulla emotiva o sentimentale. Will è membro del Corinzian Club (the Corry), ove si reca spesso a nuotare, far esercizi in palestra e dar la caccia ai suoi membri maschi più belli: pur non essendo formalmente un club privato gay, molti dei suoi frequentatori sono difatti chiaramente eterosessuali, esso mantiene però una costante atmosfera omoerotica molto intensa e pervasiva.
Mentre è alla ricerca di facili incontri in un parco della città, entra in un bagno pubblico e qui vi trova un gruppetto di uomini: uno di loro improvvisamente ha un attacco di cuore e cade a terra. Will gli fa la respirazione artificiale salvandogli così la vita. Tornato a casa trova Arthur che lo attende terrorizzato e sanguinante: ha accidentalmente ucciso un amico di suo fratello Harold, dopo un'accesa discussione; Will accetta di nasconderlo.
Tornato al Corry Will incontra di nuovo il vecchio uomo che ha salvato e scopre che si tratta di Lord (Charles) Nantwich: egli invita il giovane a pranzo al suo club, il Wichs'. Nel frattempo il rapporto esclusivamente sessuale con Arthur, e vagamente forzoso, continua, ma Will non ne sembra più completamente soddisfatto: all'interno d'un cinema porno ha un rapporto sessuale con uno sconosciuto. Sul treno che lo sta riportando a casa legge un romanzo di Ronald Firbank intitolato Valmouth che gli è stato prestato da un suo carissimo amico, James: questi è un giovane medico ancora abbastanza insicuro e frustrato sessualmente.
Appena tornato davanti all'ingresso trova il nipotino Rupert di 6 anni, che pare esser scappato da casa; è un bambino molto sveglio e sensibile il quale prova già un forte interesse nei riguardi dell'omosessualità del giovane zio: Will chiama la sorella Philippa per avvisar che il figlio è lì da lui e presto giunge il padre a riprenderselo. Mentre aspettano guardano un album di fotografie contenente le vecchie foto di famiglia di Will. Intanto Arthur è scomparso.
Will va a far visita a Lord Charles, che vive assieme al proprio maggiordomo Lewis, un tipo che si dimostra subito fortemente protettivo, e anche abbastanza geloso, nei riguardi del padrone. La casa è piena di cimeli e libri antichi, oltre ad una serie di dipinti omoerotici ed al ritratto di un bellissimo ragazzo africano; mentre si trovano in cantina, stanno guardando alcuni mosaici di epoca romana, Charles chiede a Will di scrivergli la biografia.
Al Club Will viene attratto da Phil, un giovane che pratica culturismo; nonostante il suo fisico possente, è un tipo decisamente timido e sessualmente alle sue prime esperienze: a Will viene il sospetto che possa esser colui con cui ha fatto sesso all'interno del cinema porno. L'amico James nel frattempo, convinto che Will stia sprecando la sua intelligenza ed abilità letteraria, lo spinge ad accettare la proposta di Lord Charles di fargli da biografo: in possesso dei suoi diari, lettere e note varie il giovane s'appresta ad iniziar il lavoro.
Comincia ad appassionarsi nella lettura delle esperienze di vita dell'anziano conoscente, un aristocratico britannico omosessuale privilegiato: durante il periodo della scuola questi ha vissuto le sue prime esperienze sessuali, di volta in volta in modo tenero o brutale, fino ad esser stato violentato da un compagno, ma subito dopo viene preso sotto la sua protezione da un ragazzo più grande e forte, che lo tratta con dignità e gentilezza. Sarà, questi, in seguito arruolato durante la prima guerra mondiale e, gravemente ferito, morirà pazzo. Il giovane Charles capisce presto di sentirsi fortemente attratto dagli uomini di colore e comincia a sperimentare sentimenti di disperata eccitazione, paura ma nello stesso tempo anche repulsione.
Durante i suoi anni di college, mentre sta facendo baldoria con alcuni amici bevendo champagne, all'interno d'un capanno da caccia abbandonato finisce a letto con uno di loro. Entrato poi al servizio di sua maestà come diplomatico Charles viaggia in Sudan ed ivi si trasferisce in qualità d'amministratore regionale; incantato dall'esoticità dell'ambiente e costantemente eccitato dalla vista degli uomini africani, si trova però tagliato fuori dalla loro portata, in quanto il rango e posizione che occupa come "colonialista" gl'impedisce d'avvicinarsi a loro. Riflette anche sul senso di devozione che l'omosessualità può promuovere tra gli uomini ma anche il modo in cui questa devozione e dovere contribuisca a mantener lo status quo.
Durante una pausa nella lettura dei diari del Lord Phil invita Will ad andarlo trovare all'albergo dove lavora come cameriere; egli vorrebbe passar la notte assieme ma è troppo timido per dichiararsi o per tentar di sedurre l'amico. In seguito Will va all'Opera assieme a James: stanno eseguendo la versione teatrale di Billy Budd. Il giovane rimane colpito quasi fino alle lacrime dall'intensità emotiva della storia e, durante la successiva conversazione con James parlano dell'omosessualità dell'autore Benjamin Britten e del suo rapporto con Edward Morgan Forster, coautore del libretto; riflettono infine sulla relazione intercorrente tra l'espressione sessuale gay e la creatività artistica.
Andato in un quartiere popolare per incontrarsi con Arthur, Will però non lo trova, al ritorno incappa in un gruppetto di skinhead che cercano di portargli via l'orologio. Tornato a casa comincia a legger ad alta voce a Phil il diario di Charles, quando questi descrive il periodo in cui si trovava addentro al traffico di pornografia gay del Nordafrica. Una notte in discoteca Will scopre Arthur nei bagni con qualcuno che cerca di forzarlo ad aver un rapporto intimo con lui.
In seguito Will riceve una telefonata da James in cui gli si annuncia ch'è stato arrestato mentre si trovava per strada alla ricerca di "marchettari"; pare che un agente di polizia sotto copertura abbia fatto da esca per attrarre uomini omosessuali. Intanto continua a leggere i diari di Charles: viene a sapere così che dopo esser stato in Egitto tornò a Londra e conobbe Ronald Firbank, oramai divenuto un decrepito effeminato alcolizzato.
A Will capita, in compagnia di Phil, di far visita al fotografo Staines, che segue le orme di Cecil Beaton: l'uomo è un pettegolo mondano ed estremamente effeminato e rivela che il fratello di Charles finì picchiato a morte dai suoi servi dopo averli costretti a fare vari giochini sadomaso. Emerge anche che lui, assieme al Lord, stanno collaborando alla produzione di un film pornografico; successivamente Will va anche ad una mostra di foto soft-core di Staines.
All'epoca della seconda guerra mondiale il Lord è entrato nella fase della mezza età ed il tono della narrazione assume tratti sempre più malinconici. S'innamorò quindi del bel ragazzo nero di cui tiene un quadro che lo raffigura in soggiorno; ma questi si sposa poco dopo con una donna e Charles inizia a visitare luoghi sempre più promiscui in cerca di sesso facile. Una notte, durante una retata della polizia, viene messo in prigione con l'accusa di atti osceni in luogo pubblico
Nonostante il suo rango Charles viene spietatamente perseguitato da un politico conservatore del tempo, che vuole usarlo come 'esempio' da stigmatizzare: il rappresentante politico di destra altri non è che il nonno di Will, ora visconte di Beckwith. La ricchezza di Will, il suo rango e l'esistenza agiata son tutte cose costruite sulla base della persecuzione anti-omosessuali messa in atto dal nonno. Viene a sapere inoltre che proprio in prigione Charles ha conosciuto Bill, arrestato per aver avuto una storia d'amore con un ragazzo più giovane.
Mentre si trova lì rinchiuso, Charles scopre che Taha, il ragazzo africano che ama, è stato picchiato a morte durante gravi scontri a sfondo razziale verificatisi in periferia. Dopo aver appreso la verità riguardo al passato del nonno, Will decide che non può più continuar a perseguir l'impegno preso di scriver la biografia dell'amico Lord.

## Edizioni in italiano
- Alan Hollinghurst, La biblioteca della piscina, traduzione di Ettore Capriolo, Milano: A. Mondadori, 1989
- Alan Hollinghurst, La biblioteca della piscina, traduzione di Ettore Capriolo, Milano: Oscar Mondadori, 2006